# Hittekoepel

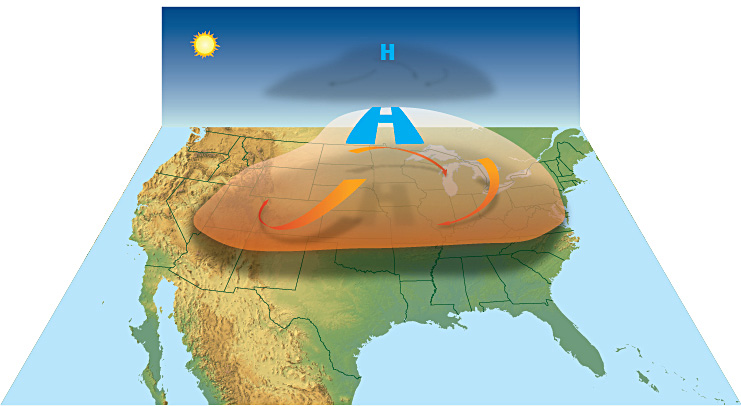
Ontstaan van een hittekoepel tijdens een hittegolf: een hogedrukcirculatie in de atmosfeer werkt als een koepel of deksel, waardoor hete lucht wordt opgesloten.

Een hittekoepel wordt veroorzaakt wanneer hete oceaanlucht gevangen blijft in de atmosfeer, alsof er een deksel op ligt. In warme, droge zomers kan een grote massa hete lucht zich ophopen. De hoge druk uit de atmosfeer van de aarde duwt de hete lucht omlaag, waardoor de lucht verder en verder opwarmt. 

In 2012 en 2018 vonden dergelijke hittekoepels plaats in Noord-Amerika, en in 2021 in Rusland, Canada en de Verenigde Staten. Het verschijnsel wordt in verband gebracht met de opwarming van de Aarde.